# Bathyconchoecia arctica
Bathyconchoecia arctica is een mosselkreeftjessoort uit de familie van de Halocyprididae. De wetenschappelijke naam van de soort is voor het eerst geldig gepubliceerd in 1976 door Angel.